# Katherine Sauerbrey
Katherine Sauerbrey (Suhl, 5 maggio 1997) è una fondista tedesca.

## Biografia
Originaria di Bermbach e attiva dal febbraio del 2012, la Sauerbrey ha esordito in Coppa del Mondo il 28 dicembre 2021 a Lenzerheide (61ª) e ai Giochi olimpici invernali a Pechino 2022, dove ha vinto la medaglia d'argento nella staffetta e si è classificata 11ª nella 10 km e 13ª nello skiathlon; ai Mondiali di Planica 2023, sua prima presenza iridata, si è piazzata 23ª nella 30 km e 21ª nello skiathlon. Il 21 gennaio 2024 ha conquistato a Oberhof in staffetta il primo podio in Coppa del Mondo (2ª); ai Mondiali di Trondheim 2025 è stata 16ª nella 10 km e 21ª nello skiathlon.

## Palmarès

### Olimpiadi
- 1 medaglia:
  - 1 argento (staffetta a Pechino 2022)

### Coppa del Mondo
- Miglior piazzamento in classifica generale: 43ª nel 2024
- 1 podio (a squadre):
  - 1 secondo posto